# Peter Henry Emerson
Peter Henry Emerson (Sagua la Grande, Cuba, 13 mei 1856 – Falmouth (Cornwall), 12 mei 1936) was een Engels fotograaf van Cubaanse herkomst.

## Leven en werk
Emerson werd op Cuba geboren als zoon van een Amerikaanse plantage-eigenaar en een Engelse moeder. In 1869 verhuisde hij naar Engeland waar hij op kostschool ging en uiteindelijk medicijnen studeerde.
Emerson kocht zijn eerste camera in 1881 en was in 1885 medeoprichter van de “Camera Club of London”. Zijn fotografisch werk is sterk beïnvloed door de naturalistische schilderkunst. Hij probeerde vooral landschappen en het leven op het platteland zo natuurgetrouw weer te geven. Hij experimenteerde met sharp focus, out of focus, soft focus, diepte en het uitbeelden van atmosfeer. In die zin wordt hij ook wel gezien als een belangrijke voorloper van het picturalisme. Hij wordt gezien als een der eersten die de fotografie beschouwden als een kunstvorm. Zijn werk vertoont veel verwantschap met dat van zijn land- en tijdgenoot Francis Meadow Sutcliffe.
Emersons fotoboeken Life and Landscape on the Norfolk Broads (1886), On English Lagoons (1893) en Marsh Leaves (1895) worden nog steeds gezien als baanbrekend in de landschapsfotografie. Daarna publiceerde hij geen foto’s meer omdat hij ontevreden was met de kwaliteit die de toenmalige drukkers konden leveren. Hij bleef wel nog diverse theoretische werken over fotografie publiceren en verdedigde onder meer het principe van de “Intentional Creation”: het hele proces van fotograferen, ontwikkelen en drukken, moet erop gericht zijn een bepaalde stemming en atmosfeer uit te drukken. Pas wanneer dat goed lukt is er sprake van 'fotokunst', aldus Emerson.

## Galerij

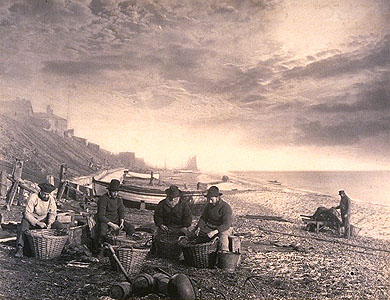
Idylle
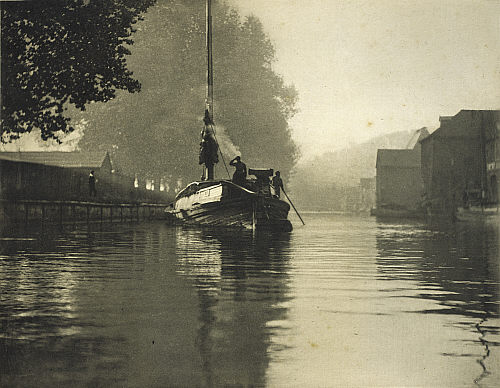
A misty morning at Norwich
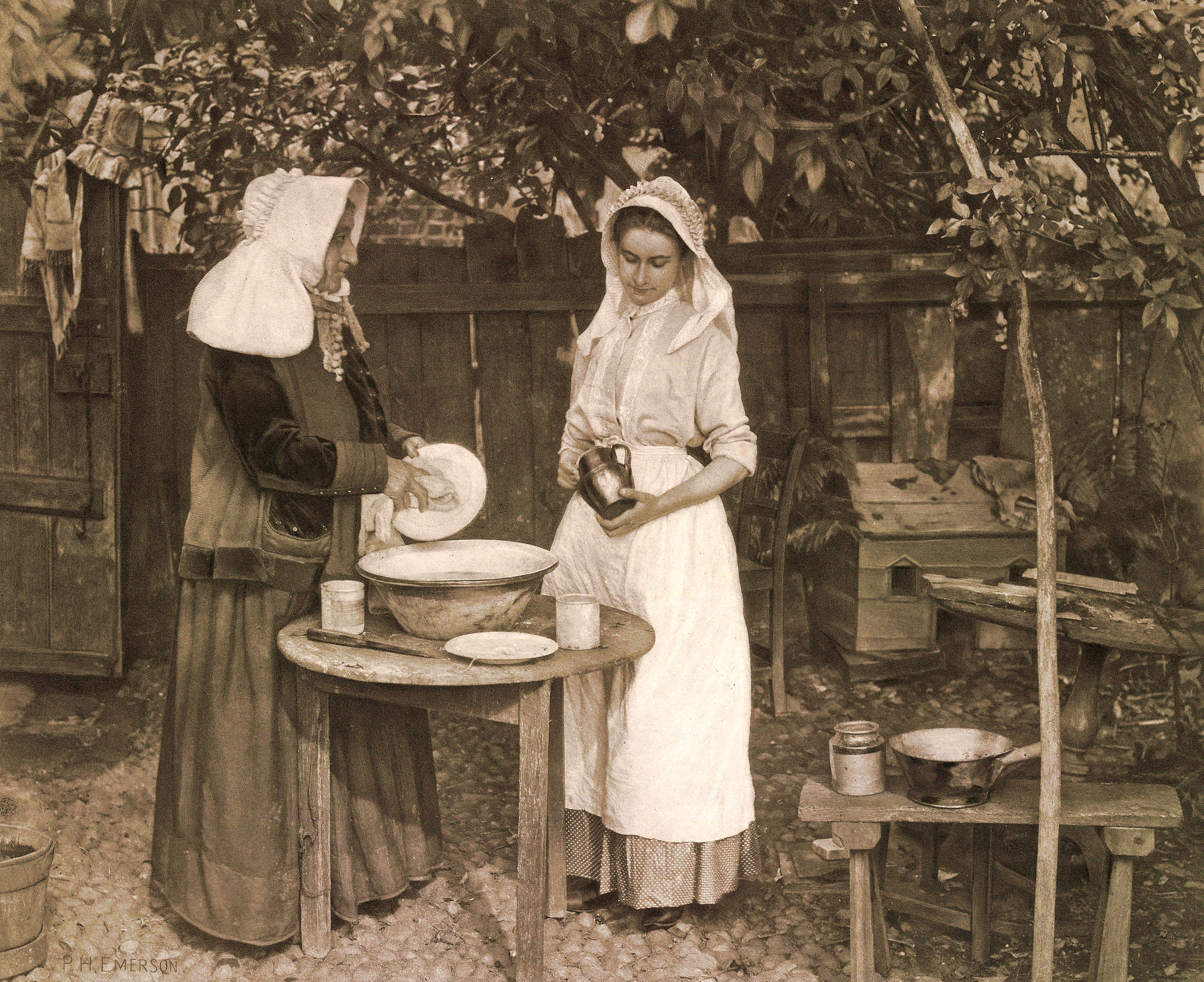
Confessions
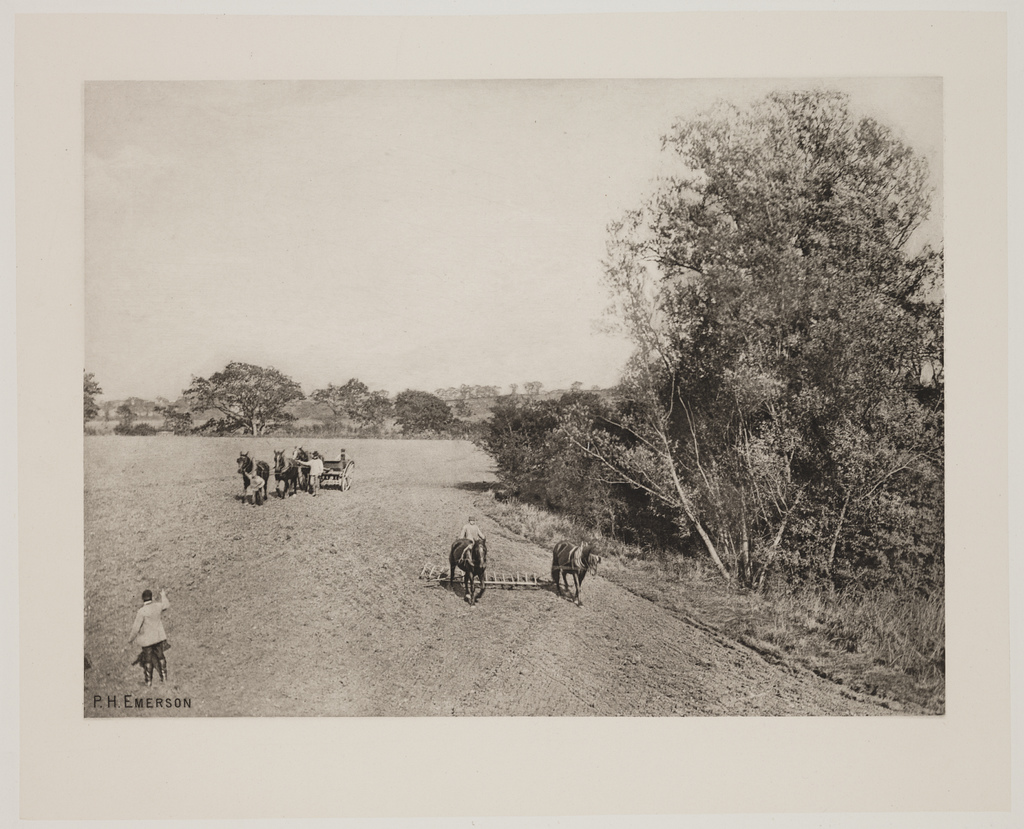
In the Barley Sele
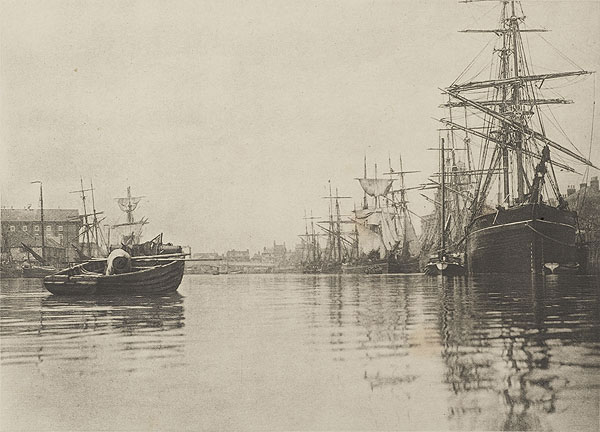
Harbour
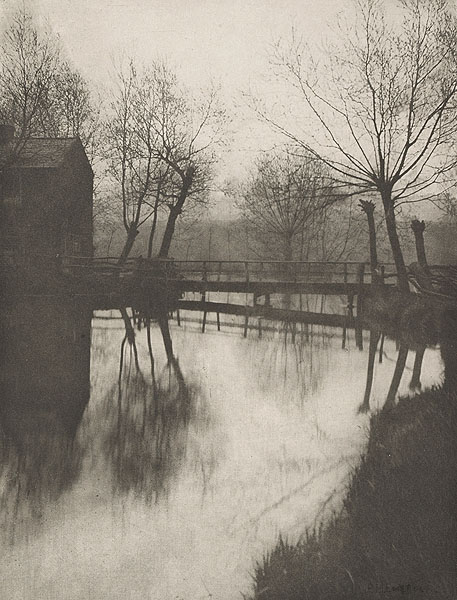
Footbridge Near Chingford
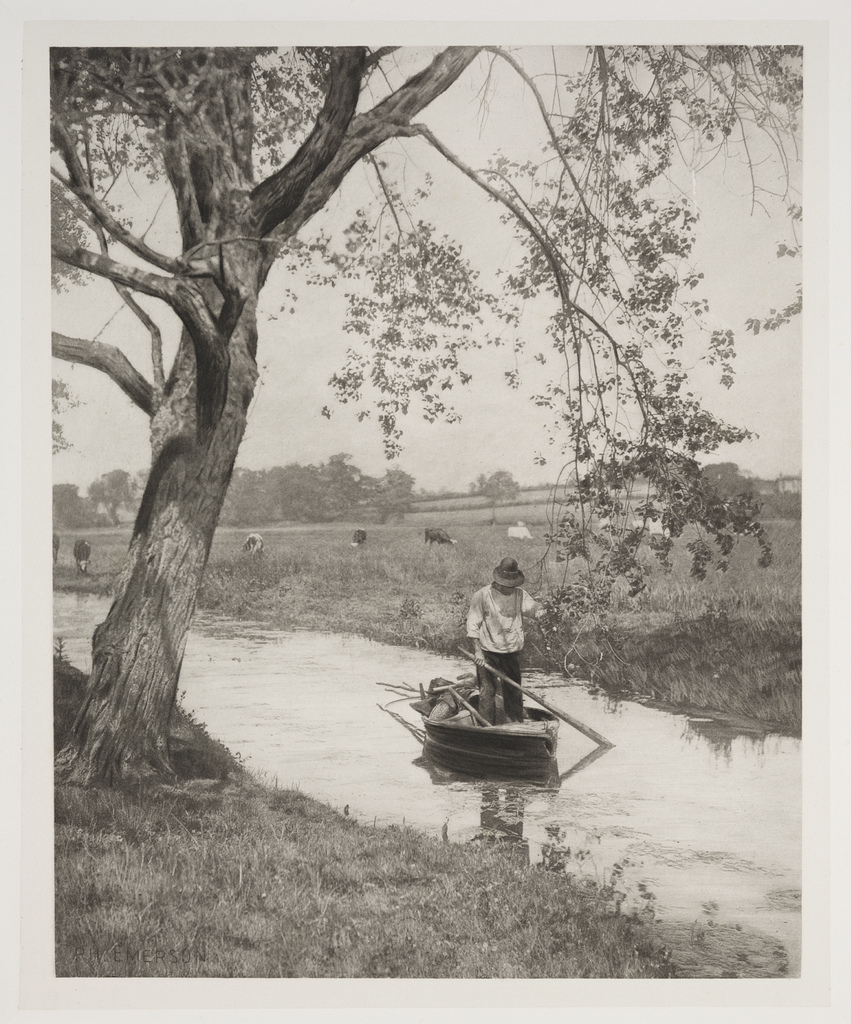
A suffolk dike
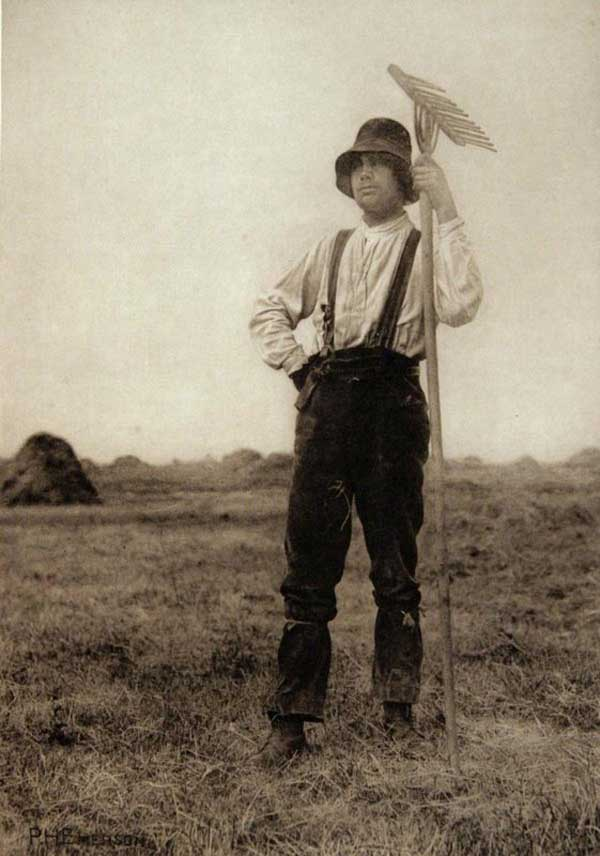
Farmerboy
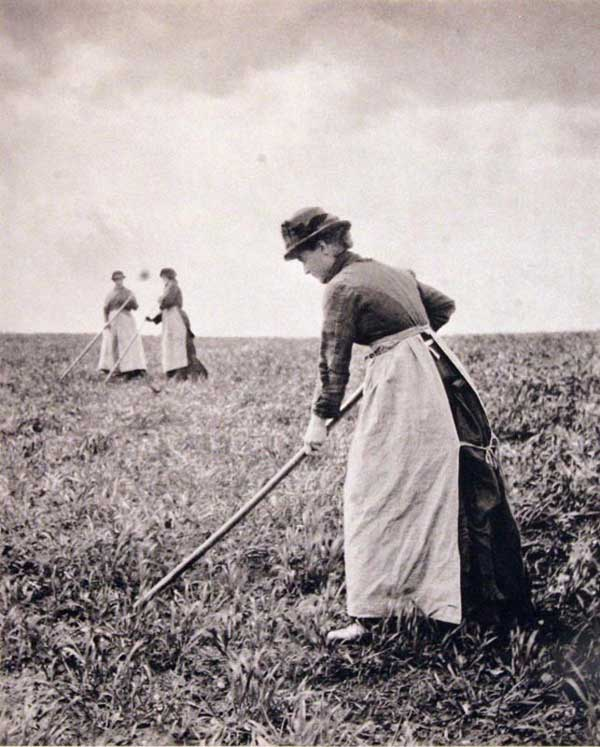
Working on the field
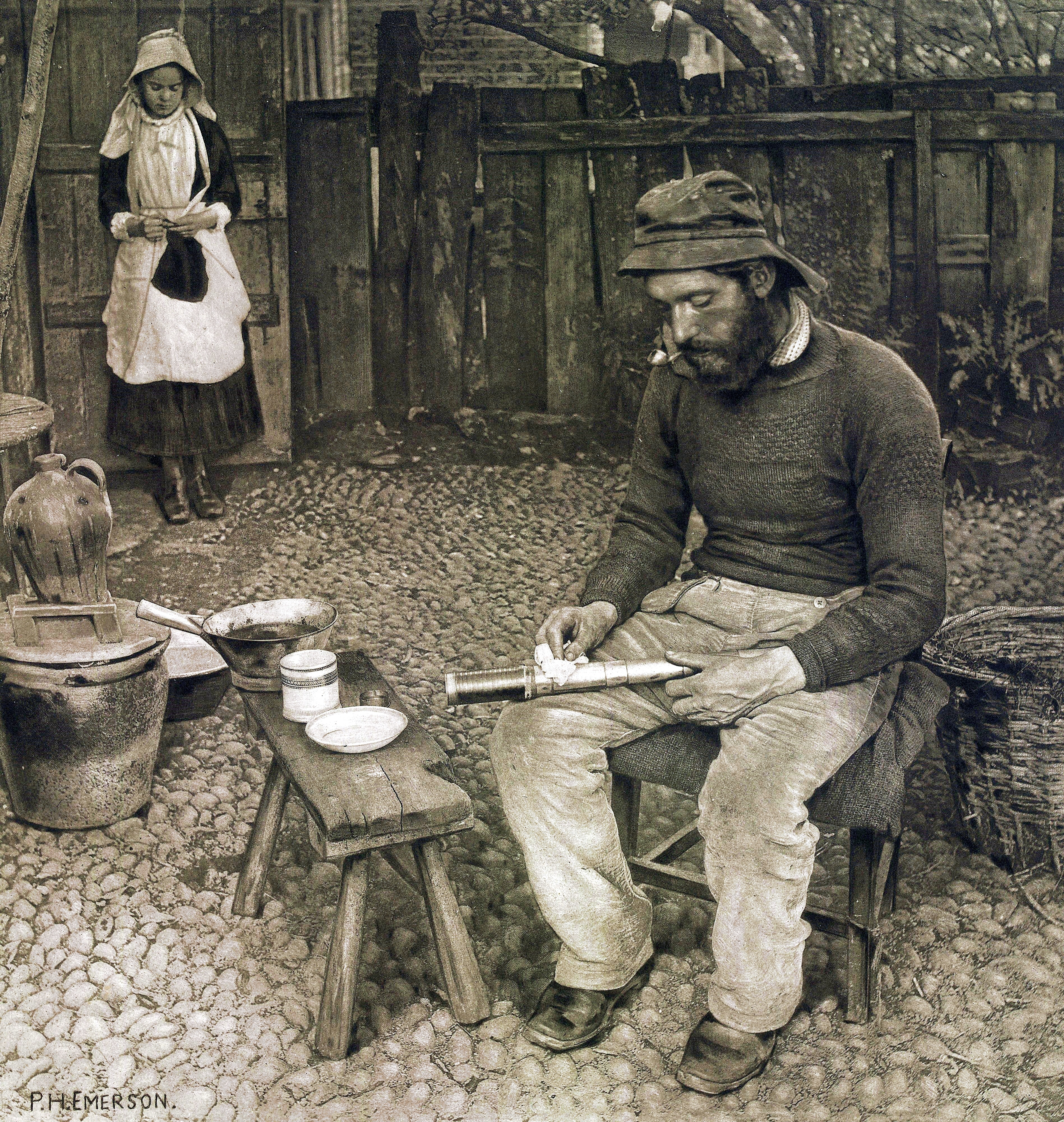
A fisherman at home
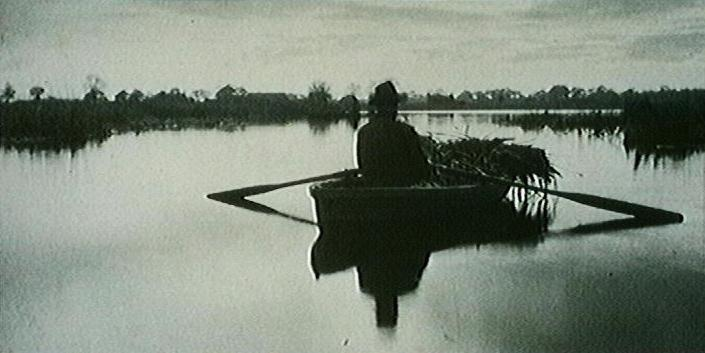
Rowing-Home-the-School-Stuff-Plate-1886.jpg
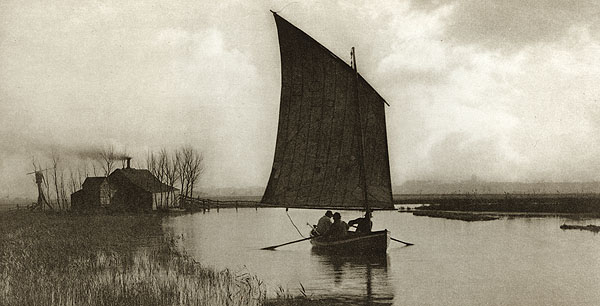
The old order and the new
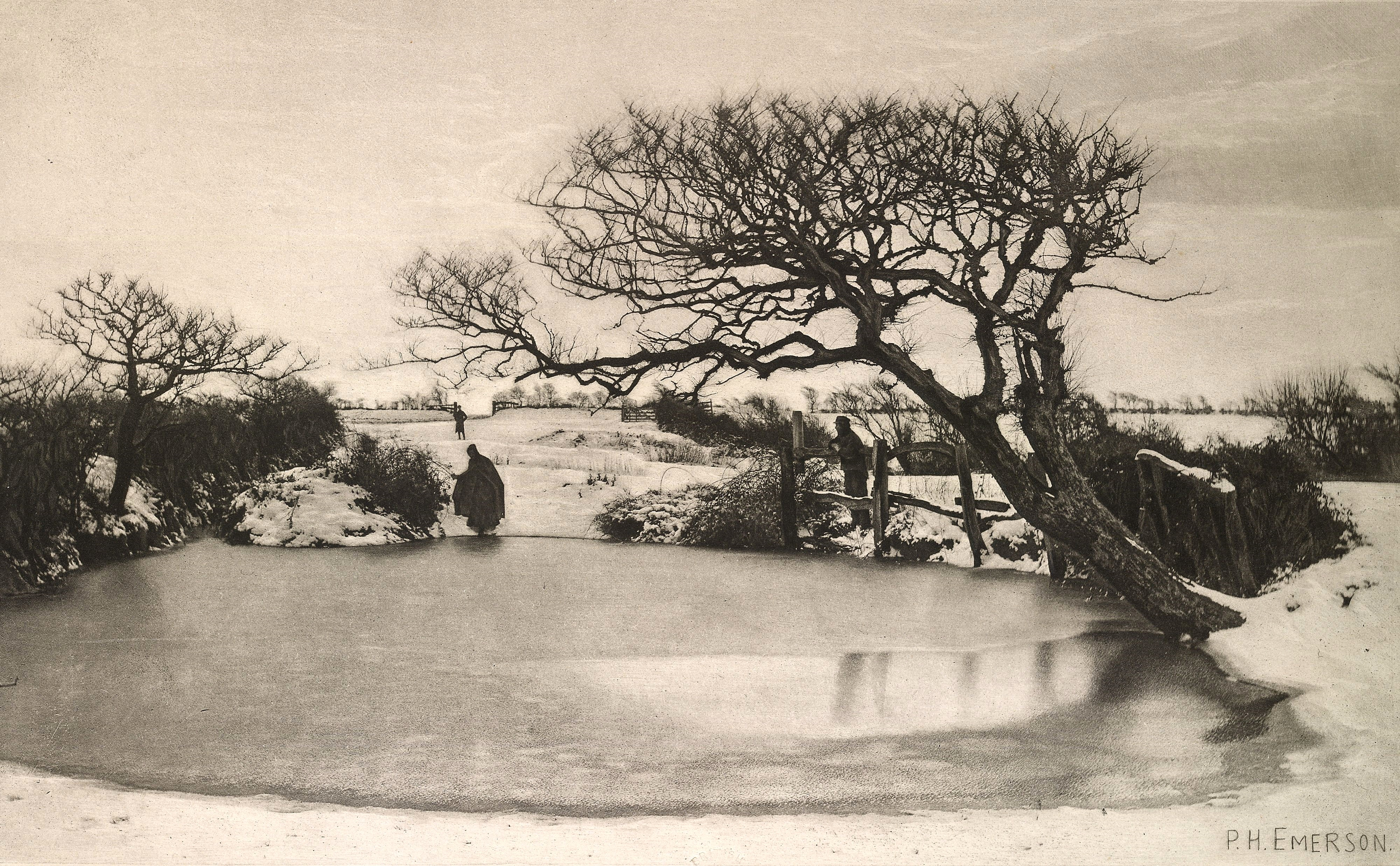
A winters morning
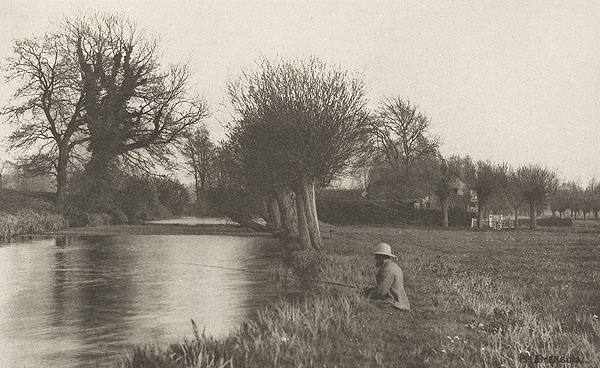
Armwell Magna Fishery
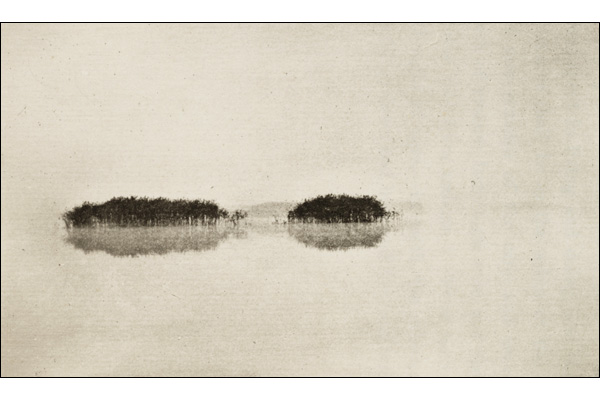
Lone lagoon